# 2025년 캐나다 자유당 대표 선거
2025년 캐나다 자유당 대표 선거(2025 Liberal Party of Canada leadership election)는 2025년 2월 26일부터 3월 9일까지 캐나다 자유당 당원들이 쥐스탱 트뤼도 전 총리가 2025년 1월 6일에 후임자가 선출되는 즉시 당 대표와 캐나다 총리직에서 사임하겠다고 발표한 후 후임자를 선출하기 위해 실시된 선거이다. 투표는 2월 26일에 시작되어 3월 9일에 종료되었다.
캐나다 은행 전 총재이자 영국 은행 총재였던 마크 카니는 1차 개표에서 약 85.9%의 지지를 얻어 승리했으며, 2025년 3월 14일 캐나다의 제24대 총리로 취임했다. 그는 343개 선거구에서 과반수를 차지했는데 이 승리 마진은 득표율, 포인트, 선거구에서 퇴임하는 쥐스탱 트뤼도 전 총리의 2013년 마진을 넘어설 것이다. 캐나다 역사상 하원 의석을 차지한 적이 없는 최초의 총리인 카니는 총리로서 2025년 연방 선거에서 당을 이끌 것으로 예상된다. 당 대표 선거의 최소 투표 연령이 14세였기 때문에, 캐나다 역사상 처음으로 미성년자가 총리 선거에 참여할 수 있었다.
카니 총리는 취임 직후 미국과의 무역 전쟁 등 여러 도전에 직면해 있으며, 캐나다 경제를 보호하고 성장을 촉진하기 위한 계획을 발표했다.